# Pericopsis elata
Afrormosia
Espèce
Classification APG III (2009)
Statut de conservation UICN

 EN  : En danger
Pericopsis elata Harms est une espèce de plantes à fleurs de la famille des légumineuses ou Fabaceae. C'est un arbre qui pousse dans les forêts guinéo-équatoriales. En République démocratique du Congo, et au Congo, où il est connu sous le nom d'afrormosia, au Cameroun et en Côte d'Ivoire, on l'appelle assamela, et kokrodua  au Ghana. Afrormosia est la dénomination commerciale, d'après Afrormosia elata, l'ancien nom scientifique, désormais synonyme de Pericopsis elata.

## Description
Cet arbre peut atteindre 40 à 60 m de haut et 150 cm de diamètre. Il est reconnaissable à son écorce grise tachetée de marques brunes à rouges, qui se desquame à la manière de l'écorce de platane. Le fût est dépourvu de branches jusqu'à une hauteur de 30 mètres. La cime est composée de branches massives et étalées. Les fruits, sous forme de gousses oblongues et linéaires, de couleur verte, contiennent de 1 à 5 graines. Ils sont ailés, ce qui leur permet une dissémination par le vent. Pericopsis elata est une espèce semi-grégaire, emblématique de la forêt dense humide semi-sempervirente. On le trouve dans les zones forestières d'Afrique centrale et d'Afrique de l'Ouest : au Cameroun, au Congo, en Côte d'Ivoire, au Ghana, au Nigeria, en République Centrafricaine et en République démocratique du Congo. Grâce à son association symbiotique avec les bactéries Rhizobium présentes dans ses nodules racinaires, Pericopsis elata possède une bonne capacité de fixation de l'azote. 

## Utilité
Le bois de Pericopsis elata est très apprécié sur le marché international. Avec sa couleur allant du brun au jaune doré, la finesse de son grain et sa durabilité, il est souvent utilisé comme substitut du teck (Tectona grandis). Le bois de Pericopsis elata est employé sous forme massive ou en placage dans la décoration et l'ameublement.Il sert également à fabriquer les parquets, les escaliers ou les bordées de pont dans les navires. Depuis la deuxième moitié de XXe siècle, l'exploitation non régulée de Pericopsis elata a entraîné son déclin et son classement dans la liste rouge des espèces menacées de l'UICN (Union internationale pour la conservation de la nature).
En médecine traditionnelle, au Congo, on frictionne les scarifications de pâte d'écorce, cette dernière ayant un effet antalgique. Les stilbènes, composés phénoliques jouant un rôle dans la coloration du bois confèrent également à cette espèce végétale des propriétés antioxydantes, antifongiques, mais également antibiotiques.